# Perfect Days
Perfect Days er en japansk dramafilm fra 2023 instrueret af Wim Wenders efter manuskript af Wenders og Takuma Takasaki.
Filmen er en japansk-tysk co-produktion og omhandler det rutinemæssige liv, der leves af hovedpersonen Hirayama (spillet af Kōji Yakusho), der har et job som toiletrenser i Tokyo.
Perfect Days havde premiere den 23. maj 2023 ved Filmfestivalen i Cannes, hvor den deltog i konkurrencen om Guldpalmen. Filmen vandt den økumeniske jurys pris og Kōji Yakusho vandt prisen for bedste mandlige hovedrolle. Filmen blev nomineret til en Osar for bedste internationale film ved Oscaruddelingen 2024, og blev derved den første nominerede japanske film med en ikke-japansk instruktør.

## Medvirkende
- Kōji Yakusho som Hirayama
- Tokio Emoto som Takashi
- Arisa Nakano som Niko
- Aoi Yamada som Aya
- Yumi Asō som Keiko
- Sayuri Ishikawa som Mama
- Tomokazu Miura som Tomoyama
- Min Tanaka